# Bembidion siticum
Bembidion siticum är en skalbaggsart som beskrevs av Thomas Casey. Bembidion siticum ingår i släktet Bembidion och familjen jordlöpare. Inga underarter finns listade i Catalogue of Life.